# Казим Айваз
Казим Айваз (тур. Kazım Ayvaz; нар. 10 березня 1938, Ризе, провінція Ризе — 19 січня 2020) — турецький борець греко-римського стилю, дворазовий чемпіон світу, чемпіон Олімпійських ігор. У 2011 році введений до Всесвітньої Зали слави Міжнародної федерації об'єднаних стилів боротьби.

## Життєпис
Завершив спортивну кар'єру у 1969 році.
Працював тренером у Швеції.
Одружений і має трьох дітей.

## Спортивні результати на міжнародних змаганнях

### Виступи на Олімпіадах
| Змагання                    | Збірна    | Вагова категорія                 | Місце  |
| --------------------------- | --------- | -------------------------------- | ------ |
| Літні Олімпійські ігри 1960 | Туреччина | греко-римська боротьба, до 79 кг | 4      |
| Літні Олімпійські ігри 1964 | Туреччина | греко-римська боротьба, до 70 кг | Золото |
| Літні Олімпійські ігри 1968 | Туреччина | греко-римська боротьба, до 70 кг | AC     |

### Виступи на Чемпіонатах світу
| Змагання                        | Збірна    | Вагова категорія                 | Місце  |
| ------------------------------- | --------- | -------------------------------- | ------ |
| Чемпіонат світу з боротьби 1958 | Туреччина | греко-римська боротьба, до 73 кг | Золото |
| Чемпіонат світу з боротьби 1962 | Туреччина | греко-римська боротьба, до 70 кг | Золото |
| Чемпіонат світу з боротьби 1966 | Туреччина | греко-римська боротьба, до 70 кг | 6      |

### Виступи на Чемпіонатах Європи
| Змагання                         | Збірна    | Вагова категорія                 | Місце |
| -------------------------------- | --------- | -------------------------------- | ----- |
| Чемпіонат Європи з боротьби 1966 | Туреччина | греко-римська боротьба, до 70 кг | 4     |